# Final da Liga Europa da UEFA de 2021–22
A Final da Liga Europa da UEFA de 2021–22 foi a partida final da Liga Europa da UEFA de 2021–22, a 51.ª final da segunda principal competição de clubes de futebol da Europa organizada pela UEFA e a 12.ª desde que foi renomeada de Copa da UEFA para Liga Europa da UEFA. Foi disputada em 18 de maio de 2022 no Estádio Ramón Sánchez Pizjuán, em Sevilha na Espanha.
O campeão ganhou o direito de disputar a Supercopa da UEFA de 2022 contra o campeão da Liga dos Campeões da UEFA de 2021–22. Eles também se classificarão, automaticamente, para a fase de grupos da Liga dos Campeões da UEFA de 2022–23, já que as duas equipes finalistas se classificaras por seus campeonatos nacionais.

## Escolha da sede
Um concurso público foi lançado em 22 de setembro de 2018 pela UEFA para selecionar os locais das finais da UEFA Champions League, UEFA Europa League e UEFA Women's Champions League em 2021. As federações tinham até 31 de outubro de 2018 para manifestar interesse e dossiês de candidatura deve ser apresentado até 1 de março de 2019. Será a segunda final realizada na Espanha, depois da final de 2002–03 que foi sediada no Estádio Olímpico de La Cartuja também em Sevilha.
A UEFA anunciou em 3 de novembro de 2018 que duas associações se interessaram em sediar a Final da Liga Europa de 2020-21.
| País    | Estádio                       | Cidade  | Capacidade |
| ------- | ----------------------------- | ------- | ---------- |
| Geórgia | Boris Paichadze Dinamo Arena  | Tbilisi | 43,615     |
| Espanha | Estádio Ramón Sánchez Pizjuán | Sevilha | 43,883     |

O Estádio Ramón Sánchez Pizjuán foi escolhido pelo Comité Executivo da UEFA durante a sua reunião em Ljubljana, Eslovênia, em 24 de setembro de 2019.
Em 17 de junho de 2020, o Comitê Executivo da UEFA anunciou que, devido ao adiamento e relocalização da final de 2019–20 causada pela pandemia de COVID-19 na Europa, Sevilha acolheria a final em 2022.

## Caminho até a final
Nota: Em todos os resultados abaixo, os gols dos finalistas é dado primeiro (C: casa; F: fora).
| Pos. | Equipe              | Pts |
| ---- | ------------------- | --- |
| 1    | Eintracht Frankfurt | 12  |
| 2    | Olympiacos          | 9   |
| 3    | Fenerbahçe          | 6   |
| 4    | Antwerp             | 5   |

| Pos. | Equipe       | Pts |
| ---- | ------------ | --- |
| 1    | Lyon         | 16  |
| 2    | Rangers      | 8   |
| 3    | Sparta Praga | 7   |
| 4    | Brøndby IF   | 2   |

## Partida

### Detalhes
A equipe "mandante" (por fins administrativos) foi determinado por um sorteio adicional após os sorteio das quartas de final.
| 18 de maio de 2022 | Eintracht Frankfurt | 1 – 1     | Rangers   | Estádio Ramón Sánchez Pizjuán, Sevilha     |
| 21:00 (UTC+2)      | Borré 69'           | Relatório | Aribo 57' | Público: 38,842 Árbitro: SVN Slavko Vinčić |

|                                  |     | Penalidades                          |  |
| Lenz Hrustic Kamada Kostić Borré | 5–4 | Tavernier Davis Arfield Ramsey Roofe |  |

| Eintracht Frankfurt | Rangers |

| GK             | 1  | Kevin Trapp         |  |      |
| CB             | 35 | Tuta                |  | 58'  |
| CB             | 18 | Almamy Touré        |  |      |
| CB             | 2  | Evan Ndicka         |  |      |
| RM             | 36 | Ansgar Knauff       |  |      |
| CM             | 8  | Djibril Sow         |  | 106' |
| CM             | 17 | Sebastian Rode (c)  |  | 90'  |
| LM             | 10 | Filip Kostić        |  |      |
| AM             | 29 | Jesper Lindstrøm    |  | 70'  |
| AM             | 15 | Daichi Kamada       |  |      |
| CF             | 19 | Rafael Santos Borré |  |      |
| Substitutes:   |    |                     |  |      |
| GK             | 31 | Jens Grahl          |  |      |
| DF             | 22 | Timothy Chandler    |  |      |
| DF             | 24 | Danny da Costa      |  |      |
| DF             | 25 | Christopher Lenz    |  | 100' |
| MF             | 6  | Kristijan Jakić     |  | 90'  |
| MF             | 7  | Ajdin Hrustic       |  | 106' |
| MF             | 20 | Makoto Hasebe       |  | 58'  |
| MF             | 27 | Aymen Barkok        |  |      |
| FW             | 9  | Sam Lammers         |  |      |
| FW             | 21 | Ragnar Ache         |  |      |
| FW             | 23 | Jens Petter Hauge   |  | 70'  |
| FW             | 39 | Gonçalo Paciência   |  |      |
| Técnico:       |    |                     |  |      |
| Oliver Glasner |    |                     |  |      |

| GK                       | 1  | Allan McGregor      |     |      |      |
| RB                       | 2  | James Tavernier (c) |     |      |      |
| CB                       | 6  | Connor Goldson      |     |      |      |
| CB                       | 3  | Calvin Bassey       |     |      |      |
| LB                       | 31 | Borna Barišić       |     | 117' |      |
| CM                       | 8  | Ryan Jack           |     | 74'  |      |
| CM                       | 4  | John Lundstram      |     |      |      |
| RW                       | 14 | Ryan Kent           |     |      |      |
| AM                       | 23 | Scott Wright        | 73' | 74'  |      |
| LW                       | 18 | Glen Kamara         |     | 91'  |      |
| CF                       | 17 | Joe Aribo           | 62' | 101' |      |
| Substitutes:             |    |                     |     |      |      |
| GK                       | 28 | Robby McCrorie      |     |      |      |
| GK                       | 33 | Jon McLaughlin      |     |      |      |
| DF                       | 26 | Leon Balogun        |     |      |      |
| DF                       | 43 | Leon King           |     |      |      |
| MF                       | 9  | Amad Diallo         |     |      |      |
| MF                       | 10 | Steven Davis        |     | 74'  |      |
| MF                       | 16 | Aaron Ramsey        |     |      | 117' |
| MF                       | 19 | James Sands         |     | 101' |      |
| MF                       | 37 | Scott Arfield       |     | 91'  |      |
| MF                       | 51 | Alex Lowry          |     |      |      |
| FW                       | 25 | Kemar Roofe         |     | 117' |      |
| FW                       | 30 | Fashion Sakala      |     | 74'  | 117' |
| Técnico:                 |    |                     |     |      |      |
| Giovanni van Bronckhorst |    |                     |     |      |      |

Assistentes:

 Tomaž Klančnik

 Andraž Kovačič

Quarto árbitro:

 Srđan Jovanović

Árbitro assistente de vídeo:

 Pol van Boekel

Assistentes do árbitro assistente de vídeo:

 Jure Praprotnik

 Alejandro Hernández Hernández

Árbitro assistente de vídeo para impedimentos:

 Roberto Díaz Pérez del Palomar
|  | Regulamento - 90 minutos. - 30 minutos de prorrogação caso haja empate no tempo normal. - Persistindo o empate, o vencedor será decidido nas penalidades máximas. - Doze jogadores substitutos. - Máximo de três substituições, com uma quarta sendo permitida em caso de prorrogação. |